# Laasdorf

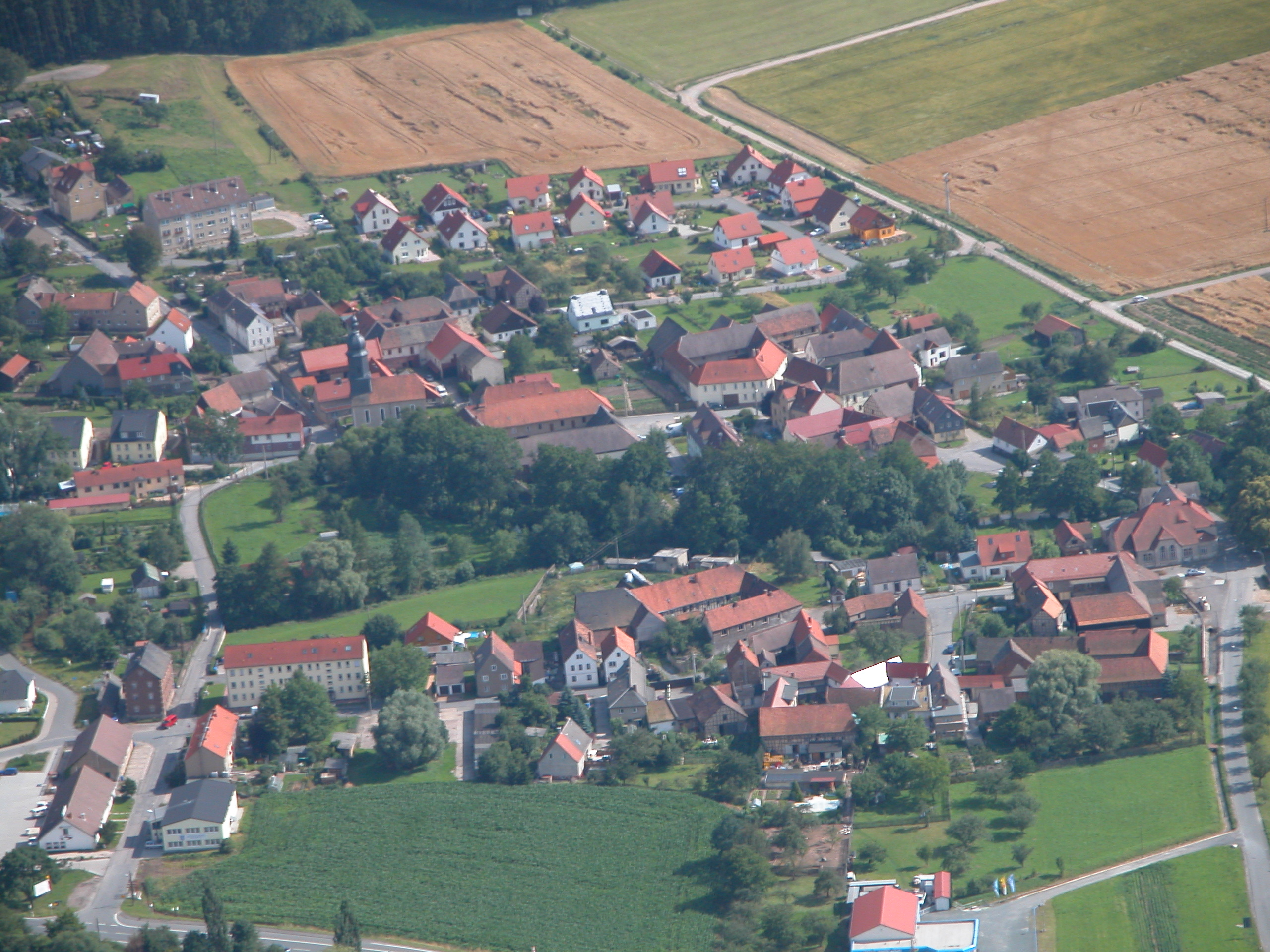
Luftbild des Ortes

Laasdorf ist eine Gemeinde des Saale-Holzland-Kreises in Thüringen. Sie ist Teil der Verwaltungsgemeinschaft Südliches Saaletal.

## Geografie
Die Gemeinde liegt im Tal der unteren Roda. Laasdorf ist somit eines der Tälerdörfer.
Die benachbarten Ortschaften sind Zöllnitz und Rutha im Westen, Gröben und Schlöben im Norden, Podelsatz im Nordosten, Gernewitz, Hainbücht und Stadtroda im Osten und Rausdorf und Großbockedra im Süden. Im Nordwesten grenzt Laasdorf an den Ortsteil Ilmnitz der kreisfreien Stadt Jena. In Ost-West-Richtung verläuft die Landesstraße L 1077 als Nordtangente am Ort vorbei, die im Westen den Anschluss an die AS Jena-Zentrum (ehemals Jena-Lobeda) der A 4 schafft, und im Osten bei Stadtroda die AS Stadtroda der A 4. Nördlich von Laasdorf verläuft die Bahnstrecke Weimar–Gera.

## Geschichte
Die erste Erwähnung Laasdorfs 1323 steht im Zusammenhang mit dem Kloster Roda. Daneben hatten auch Grundherren und das fürstliche Amt Burgau hier Besitzungen. Die Burgauer Amtsuntertanen sind 1421–1425 erstmals erwähnt. Nach Aufhebung des Klosters in der Reformation im 16. Jahrhundert kam dieser Anteil an das Amt Roda.

## Sehenswürdigkeiten

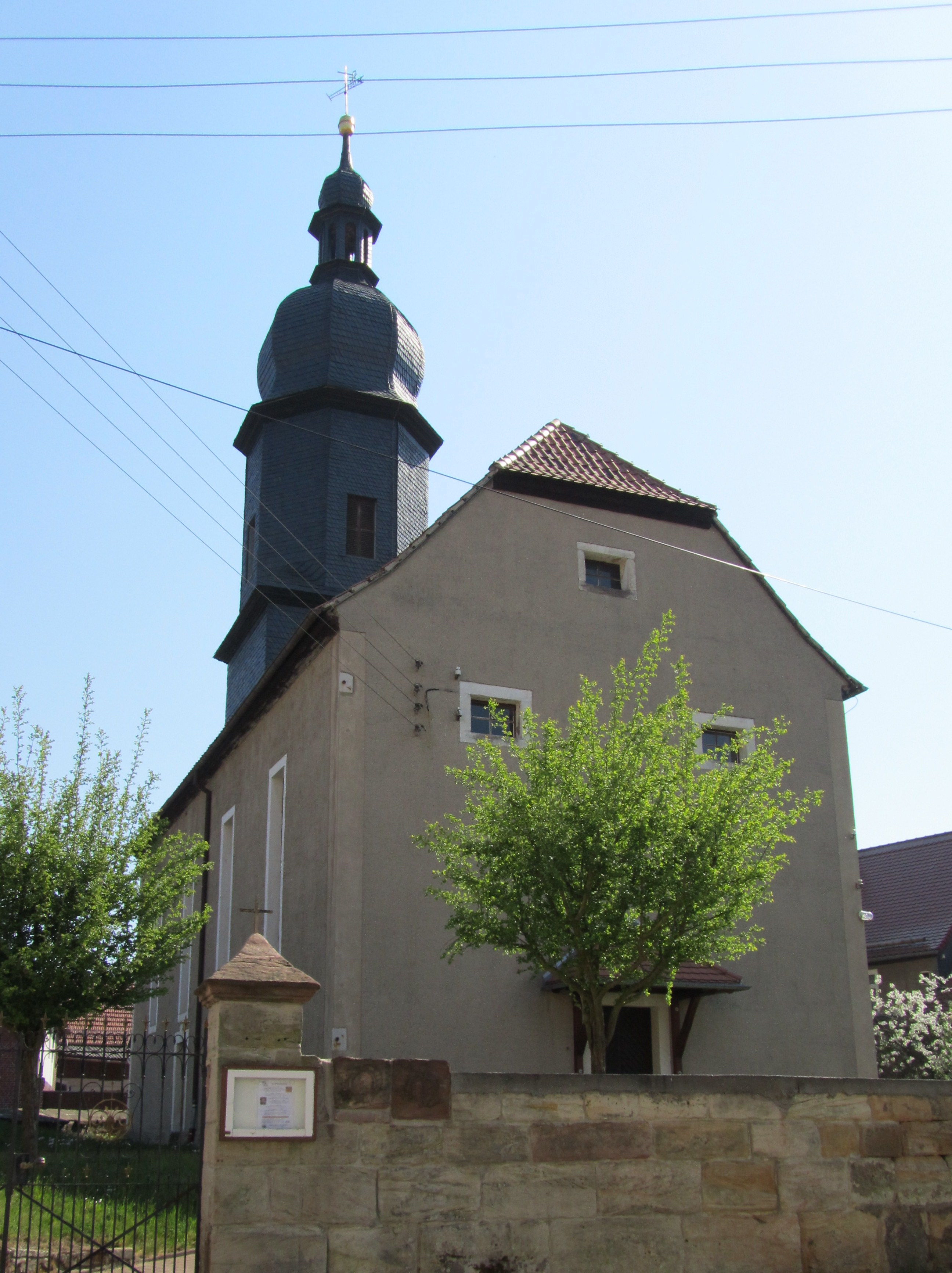
Dorfkirche Laasdorf

Die evangelische Kirche Laasdorf ist die wichtigste Sehenswürdigkeit des Ortes. Sie gehört als Filialkirche mit Gernewitz zum Kirchspiel Stadtroda im Kirchenkreis Eisenberg. 1554 war die Pfarrstelle Lehn des Stiftsdechanten zu Naumburg.
Die Bauausrichtung (Turm im Osten), typisch für die christlichen vorreformatorischen Kirchen, lässt vermuten, dass die Kirche auf den Fundamenten der Vorgängerkirche errichtet wurde. So wurde die Saalkirche mit Dachturm (Turm und Schiff bilden eine überdachte Einheit) unter Einbeziehung von Teilen des Vorgängerbaus 1770/71 gebaut. Der schieferbekleidete und auch -gedeckte Turm trägt eine Schweifkuppel mit einer aufgesetzten Laterne, die von Turmknopf und Wetterfahne gekrönt ist.
Fast vollständig erhalten ist die aus dem 18. Jahrhundert stammende Ausstattung. Der freistehende Kanzelaltar ist das dominierende Element des Chors. Zwei spätgotische Schnitzfiguren flankieren den Kanzelkorb, die vermutlich ehemals Teile eines mittelalterlichen Flügelaltars. Das Gemälde am Sockel des Altartischs („Predella“) von 1912 ist ein Werk des Geraer Malers Paul Neidhardt und zeigt die Darstellung Jesu als guten Hirten.
Das Langhaus hat eine dreiseitige Empore („Hufeisenempore“), deren lange Seiten bemalte Brüstungsfelder tragen. Die kurze Seite der Empore ist durch eine durchbrochene Holzbalustrade begrenzt. Die zweite Empore wurde 1972/73 erheblich verkürzt. Die deckenhohe Orgel auf der Empore ist ein Werk von Christian Sigismund Voigt aus Uhlstädt aus dem Jahre 1773.
1885 goss Karl Friedrich Ulrich die beiden Glocken der Kirche. Nachdem die große Glocke für Kriegszwecke abgeliefert werden musste, ruft heute die kleine mit der Inschrift „Meine Töne rufen zu den Stufen des Tempels“ zum Gottesdienst.

## Persönlichkeiten
- Johann Paul Friedel (* 17. April 1694 in Laasdorf; † 5. Mai 1776 in Königsee), evangelischer Theologe[4]